# Roy Paci

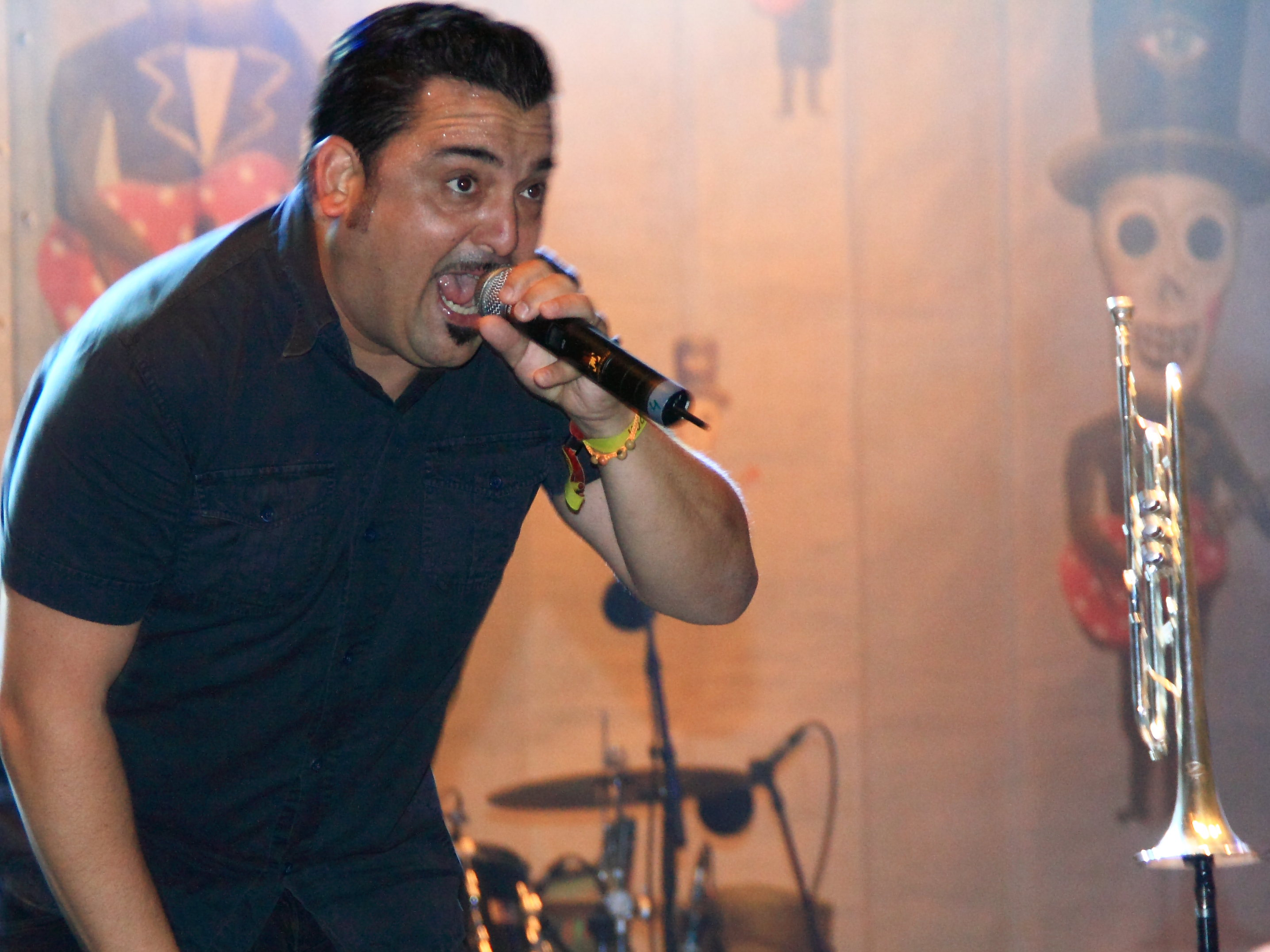
Roy Paci

Rosario Paci, connu sous le nom de scène Roy Paci (né le 16 septembre 1969 à Augusta, dans la province de Syracuse en Sicile) est un chanteur, trompettiste et producteur discographique italien.

## Biographie
Roy Paci a débuté en collaborant Qbeta puis Mau Mau avec qui il a enregistré trois albums.
En 1998 avec Zu, groupe d'avant-garde, il enregistre l'album Bromio.
Il collabore avec Manu Chao sur l'album Próxima Estación: Esperanza et le suit en tournée.
Il forme son propre groupe, Aretuska (mot-valise formé de Aretusa (nom italien de la nymphe Aréthuse qui selon le mythe est à l'origine de Syracuse) et de ska).
Il a collaboré avec Manu Chao, Pascal Comelade, Ivano Fossati, Piero Pelù, Samuele Bersani, Cor Veleno, Teresa De Sio, Subsonica, Tonino Carotone, Nicola Arigliano, Daniele Sepe, Luca Barbarossa, Vinicio Capossela, Macaco, Mau Mau, Africa Unite, Persiana Jones, Radici nel cemento, Il parto delle nuvole pesanti, 99 Posse, Arpioni, Negrita, Jovanotti, Caparezza, Mike Patton, Linea 77,  Krikka Reggae, Cesare Basile, Qbeta.

## Discographie

### Albums
- 2002 - Baciamo le mani avec Aretuska
- 2003 - Tuttapposto avec Aretuska
- 2005 - Parola d'onore avec Aretuska
- 2005 - Wei Wu Wei avec Corleone
- 2007 - SuoNoGlobal avec Aretuska

### Singles
- 2002 - Cantu Siciliano
- 2002 - The Duse
- 2003 - Besame Mucho
- 2003 - Yettaboom
- 2006 - Viva la vida
- 2006 - What you see is what you get
- 2007 - Toda joia toda beleza (feat. Manu Chao)
- 2007 - Giramundo

## Collaborations
- Non Identificato - Subsonica
- Conjura - Conjura
- Próxima Estación: Esperanza - Manu Chao
- Radio Bemba Sound System live - Manu Chao
- Viva Mamanera - Mau Mau
- Eldorado - Mau Mau
- Marasma General - Mau Mau
- Safari Beach - Mau Mau
- Sibérie m'était contéee - Manu Chao
- Mondo Difficile - Tonino Carotone
- Malacabeza - Arpioni
- Nessun Dubbio - Jaka
- Good Fruit - Gunther
- Closet Meraviglia - Cesare Basile
- La Radiolina - Manu Chao
- Mondo Cane - Mike Patton
- 24.000 Baci - Dubioza kolektiv